# Sungai Buluh (Bunut)
Sungai Buluh is een bestuurslaag in het regentschap Pelalawan van de provincie Riau, Indonesië. Sungai Buluh telt 3430 inwoners (volkstelling 2010).